# Water Planet
Water Planet – polskojęzyczna stacja telewizyjna nadawana przez Polcast Television Sp. z o.o. 
Rozpoczęła nadawanie 14 maja 2012 roku, a w grudniu 2012 rozpoczęto również nadawanie sygnału w rozdzielczości HD. Stacja prezentuje programy popularnonaukowe dotyczące tematyki wodnej, m.in. z zakresu środowiska, turystyki i aktywnego stylu życia.

## Historia
Stacja rozpoczęła nadawanie satelitarne jako kanał nieszyfrowany, w miejscu kończącego nadawanie kanału CSB TV. 5 listopada 2012 została zakodowana wraz z Novela TV. Kolejno od 24 grudnia 2012 roku do 1 stycznia 2013 roku kanał był niekodowany. 29 listopada 2013 nadawca zrezygnował z przekazu satelitarnego stacji, zapewniając dosył stacji do sieci kablowych drogą światłowodową. Od 24 września 2014 roku ponownie został udostępniony niekodowany sygnał satelitarnie. 24 lutego 2016 roku ponownie zaszyfrowano sygnał stacji po tym, jak dwa dni wcześniej dołączono stację na listę kanałów Cyfrowego Polsatu.

## Oferta programowa[5]
Oferta składa się z 4 bloków programowych:
- Wodne środowisko
- Morskie historie
- Mokra robota
- Głębia życia

Bloki składają się z takich programów jak:
- Amazonia na serio
- Angielski patrol
- Anglik na barce
- Bitwy morskie
- Cuda współczesności
- Dzikie wybrzeża
- Gdzieś na morzu
- Morze możliwości
- Na swoim
- Niebezpieczne plaże Nowej Zelandii
- Ocean na serio
- Operacje specjalne Navy Seals
- Ostatnie chwile Titanica
- Podwodny świat
- Przyroda Kaszub
- Regaty
- Strażnicy wybrzeża
- Transporty gigantów
- Wzdłuż dzikich rzek